# Banda della Uno bianca
La banda della Uno bianca fu un'organizzazione criminale italiana che, nell'Emilia-Romagna e nelle Marche, tra il 1987 e il 1994, commise 103 crimini (soprattutto rapine a mano armata), provocando la morte di 24 persone e il ferimento di altre 114. Il nome della banda fu coniato dalla stampa nel 1991 visto che, in molte delle loro azioni, utilizzavano una Fiat Uno di colore bianco, autovettura facile da rubare e parecchio diffusa in quel periodo storico in Italia.

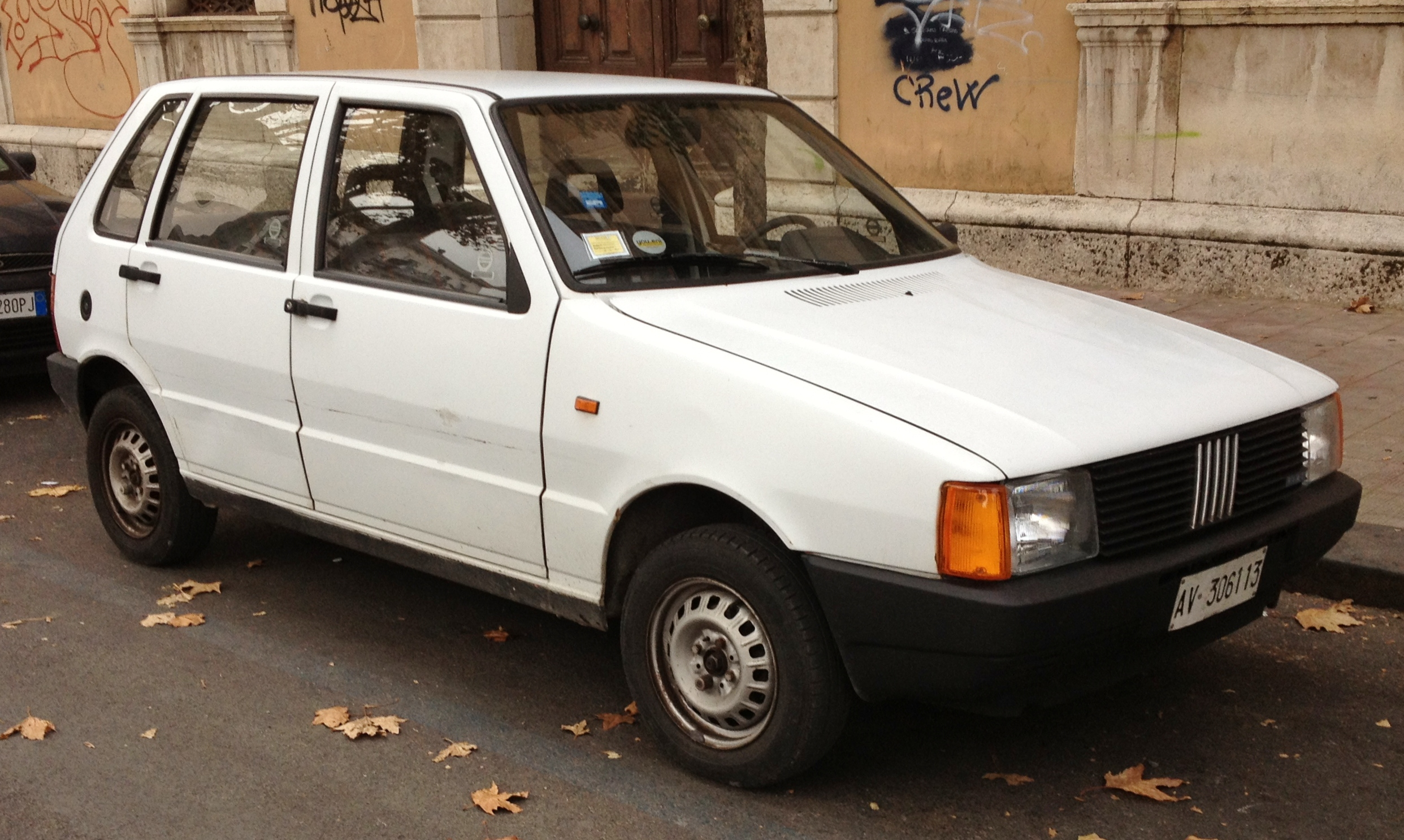
Una Fiat Uno di colore bianco, il modello d'auto che diede il nome alla banda criminale

La sera del 21 novembre 1994, mentre era in servizio, venne arrestato l’assistente capo di polizia Roberto Savi. Tre giorni dopo, in un'area di servizio del tratto autostradale Udine-Tarvisio a 27 km dal confine con l’Austria, venne catturato il fratello Fabio mentre era in compagnia della giovane amante Eva Edit Mikula; in seguito, vennero arrestati dalla Polizia di Stato anche gli altri membri della banda: agente scelto Alberto Savi, agente scelto Luca Vallicelli, agente scelto Pietro Gugliotta e il vice sovrintendente Marino Occhipinti. Al termine dei processi, la Corte d’Assise di Pesaro, Bologna e Rimini condannano all'ergastolo Marino Occhipinti, Alberto, Roberto e Fabio Savi, a diciotto anni Pietro Gugliotta e a tre anni e otto mesi Luca Vallicelli.

## Storia

Prima vittima della banda, il sovrintendente della Polizia Antonio Mosca

In attività tra il 1987 e l'autunno del 1994, la banda commise 103 azioni delittuose, provocando la morte di ventiquattro persone e il ferimento di altre 114. La banda cominciò a compiere i suoi crimini dal 1987, dedicandosi nelle ore notturne alle rapine dei caselli autostradali lungo l'autostrada A14. Il 19 giugno 1987 la banda mise a segno il primo colpo con una rapina al casello di Pesaro, consumata a bordo della Fiat Regata grigia di proprietà di Alberto Savi alla quale avevano apposto una targa falsa; il bottino ammontava a circa 1 300 000 lire. Subito dopo il primo colpo la banda mise a segno dodici rapine ai caselli in circa due mesi.
Nell'ottobre 1987 organizzarono un tentativo di estorsione nei confronti di un autorivenditore riminese, Savino Grossi. I Savi inviarono una lettera a Grossi, indicando la procedura per il pagamento. Il rivenditore fece finta di cedere al ricatto ma aveva già avvertito il commissariato di Rimini. Il 3 ottobre Savino Grossi si recò in autostrada con la sua autovettura, nascondendo nel portabagagli un agente di polizia, mentre altre autovetture civetta del commissariato di Rimini lo seguivano a breve distanza. A questa operazione partecipò l'ispettore Baglioni, colui che nel 1994 con le proprie indagini avrebbe consentito di scoprire l'identità dei componenti della banda. Grossi venne contattato dagli estorsori, che gli dettarono il percorso da seguire e gli dissero di fare una sosta di 10 secondi sotto ogni cavalcavia, per poi fermarsi laddove avesse trovato una borsa appesa al ponte. Tale segno era stato apposto su un sovrappasso poco prima del casello di Cesena; Grossi seguì le istruzioni e si arrestò al punto indicato. I banditi, tuttavia, si accorsero della presenza della polizia e subito aprirono il fuoco: nel conflitto rimasero gravemente feriti il sovrintendente Antonio Mosca, che sarebbe poi morto il 29 luglio 1989 dopo un lungo periodo di sofferenza, l'agente Luigi Cenci e l'agente Addolorata Di Campi. L'omicidio di Mosca fu il primo della serie che avrebbero commesso i componenti della banda.
Il 30 gennaio 1988 venne ucciso, durante una rapina a un supermercato, Giampiero Picello, guardia giurata in servizio a Rimini. Il 20 febbraio 1988 rimase ucciso Carlo Beccari, anch'egli guardia giurata, in servizio a Casalecchio di Reno in un supermercato. Nella rapina al furgone portavalori rimase ferito anche Francesco Cataldi, collega di Beccari. Il 20 aprile 1988 vennero uccisi due carabinieri, Cataldo Stasi e Umberto Erriu, mentre si trovavano in un parcheggio a Castel Maggiore, nei pressi di Bologna, dopo che gli stessi avevano fermato l'auto dei Savi. Per questo omicidio sono stati successivamente accertati depistaggi da parte di un carabiniere. Nel 1989 venne ucciso, durante una rapina a un supermercato di Corticella, Adolfino Alessandri, pensionato di cinquantadue anni, che si trovò a essere testimone oculare della rapina e venne di conseguenza crivellato di colpi.
Nel 1990 vennero complessivamente uccise sei persone. A Bologna, in via Mazzini, il 15 gennaio venne ferito gravemente Giancarlo Armorati, pensionato, durante una rapina a un ufficio postale, che causò altri quarantacinque feriti; egli sarebbe morto un anno dopo per le ferite riportate. Il 6 ottobre venne ucciso Primo Zecchi, la cui colpa fu quella di annotare il numero di targa della macchina dei criminali, auto che comunque era stata rubata. Il 23 dicembre 1990 la banda aprì il fuoco contro le roulotte che componevano il campo nomadi di Bologna in via Gobetti, provocando due vittime (Rodolfo Bellinati e Patrizia Della Santina) e alcuni feriti. Il 27 dicembre 1990 vennero uccise due persone a Bologna in due diversi episodi di violenza. La prima vittima fu Luigi Pasqui, commerciante di cinquanta anni, ucciso durante una rapina a un distributore di Castel Maggiore mentre tentava di dare l'allarme; pochi minuti dopo a Trebbo di Reno la banda uccise Paride Pedini, che si era avvicinato alla Uno bianca appena abbandonata con le portiere aperte.

### La strage del Pilastro

Una foto dell'epoca sul luogo della strage del Pilastro

Il 4 gennaio 1991, intorno alle 22:00, nel quartiere Pilastro di Bologna, una pattuglia dell'Arma dei Carabinieri fu trucidata dalle pallottole del gruppo criminale su una Fiat Uno. La banda si trovava in quel luogo per caso, essendo diretta a San Lazzaro di Savena in cerca di un'auto da rubare; all'altezza delle Torri, in via Casini, l'auto della banda fu sorpassata dalla pattuglia dell'Arma. La manovra fu interpretata dai criminali come un tentativo di registrare i numeri di targa e pertanto decisero di liquidare i carabinieri. Dopo averli affiancati, Roberto Savi esplose alcuni proiettili verso i militari, sul lato del conducente Otello Stefanini. Nonostante le gravi ferite riportate, il militare cercò di fuggire, ma andò a sbattere contro dei cassonetti della spazzatura. In breve tempo l'auto dei Carabinieri fu investita da una pioggia di proiettili. Gli altri due militari, Andrea Moneta e Mauro Mitilini, riuscirono a uscire dall'abitacolo e a rispondere al fuoco, ferendo tra l'altro Roberto Savi. La potenza delle armi utilizzate dalla banda però non lasciava speranze ed entrambi i militari caddero feriti sull'asfalto. I tre furono finiti con un colpo alla nuca.
Il gruppo criminale si impossessò anche del foglio di servizio della pattuglia e si allontanò dal luogo del conflitto a fuoco. La Uno bianca coinvolta nel massacro fu abbandonata a San Lazzaro di Savena nel parcheggio di via Gramsci e incendiata; uno dei sedili era sporco del sangue di Roberto Savi, rimasto lievemente ferito all'addome durante il conflitto a fuoco. Il fatto di sangue fu rivendicato dal gruppo terroristico "Falange Armata". Tale rivendicazione fu però ritenuta inattendibile, in quanto giunta dopo il comunicato dei mass media.
La strage rimase impunita per circa quattro anni. Gli inquirenti seguirono delle piste errate e differenti tra carabinieri e polizia, che li portarono a incriminare soggetti estranei alla vicenda: i carabinieri erano sicuri si trattasse della banda dell'ex carabiniere paracadutista Damiano Bechis, a cui erano attribuite diverse eclatanti rapine tra l'Emilia Romagna e la Toscana, in un crescendo di violenza, considerata la capacità operativa del tipo militare o paramilitare della banda, ci potevano essere persone legate ad ambienti appunto militari o di forze dell'ordine , convinti anche che fossero anche gli assassini del netturbino Primo Zecchi, ucciso per avere annotato il numero di targa di un'auto usata dalla banda della Uno Bianca per compiere una rapina, mentre la DIGOS di Bologna dichiarò di avere una testimone oculare, tale Simonetta Bersani, che fornì indicazioni dirette sugli autori degli omicidi, accusando un pregiudicato, Peter Santagata, con dovizia di particolari, quali, ad esempio, “le fiamme che uscivano dalle mani del Santagata mentre sparava"; il 20 giugno 1992 furono arrestati i due fratelli Peter e William Santagata e il camorrista Marco Medda (ex braccio destro di Raffaele Cutolo), accusati di aver fatto parte del commando omicida, cui seguì una maxi-operazione con 191 arresti sul quartiere del Pilastro definita "Quinta mafia" per una serie di reati ulteriori connessi a quelli della Uno bianca, operazione condotta dalla Direzione distrettuale antimafia di Bologna che vi impiegò importanti energie investigative. Il 24 gennaio 1995 i Santagata e Medda furono dichiarati estranei ai fatti dalla corte di Assise di Bologna poiché i veri assassini confessarono il delitto durante il processo.

### Azioni successive
Il 20 aprile 1991 venne ucciso, a Borgo Panigale, Claudio Bonfiglioli, benzinaio di cinquanta anni, nel corso di una rapina. Il 2 maggio 1991, in un'armeria di Bologna, vennero uccisi Licia Ansaloni, titolare dell'esercizio, e Pietro Capolungo, carabiniere in pensione. Durante tale rapina una donna vide Roberto Savi fuori dall'armeria e fornì un identikit agli investigatori. Quando esso venne mostrato al marito della Ansaloni, questi dichiarò che assomigliava molto a Roberto Savi, suo cliente abituale, poliziotto di Bologna. Nessuno però, tra gli investigatori, collegò realmente Savi al fatto di sangue. Il 19 giugno 1991, a Cesena, perse la vita Graziano Mirri, benzinaio e padre di un poliziotto, ucciso davanti alla moglie durante una rapina al suo distributore in viale Marconi.

Il corpo di uno dei senegalesi uccisi

Il 18 agosto 1991 vennero uccisi in un agguato, a San Mauro Mare, Ndiaj Malik e Babou Chejkh, due operai senegalesi, mentre un terzo, Madiaw Diaw, rimase ferito. L'aggressione non fu a scopo di rapina né per eliminare testimoni di un reato, ma secondo le dichiarazioni di Fabio Savi gli attacchi agli extracomunitari e ai rom servivano a depistare le indagini: "evidentemente, ha funzionato" ha dichiarato poi. Poco dopo il duplice omicidio, l'auto della banda tagliò la strada a una Fiat Ritmo con a bordo alcuni giovani, che inveirono contro il guidatore della Uno bianca per la manovra azzardata. L'auto della banda invertì la marcia e si lanciò all'inseguimento della Ritmo: dalla Uno partirono alcuni colpi di arma da fuoco, ma i giovani riuscirono infine a seminarla e rimasero illesi.
Per tutto il 1992, non si registrarono omicidi, ma la banda si rese protagonista di quattro rapine in banca e una in un supermercato. Il 24 febbraio 1993 la banda si rese responsabile dell'omicidio di Massimiliano Valenti, un ragazzo di 21 anni che aveva assistito a un cambio macchina della banda dopo una rapina in banca. La banda sequestrò il giovane e lo trasportò in una zona isolata dove ebbe luogo una vera e propria esecuzione. Il corpo di Massimiliano Valenti venne ritrovato in un fossato nel comune di Zola Predosa. Dall'esame autoptico effettuato sul suo volto emersero fori di proiettili sparati dall'alto verso il basso. Il 7 ottobre venne ucciso a Riale Carlo Poli, elettrauto. Nel 1994 la banda intensificò la sua attività criminale verso gli istituti di credito, rapinandone complessivamente nove durante l'anno. La mattina del 24 maggio venne ucciso il direttore della Cassa di Risparmio di Pesaro, Ubaldo Paci, mentre stava aprendo la sua filiale.

### Le indagini
Agli inizi del 1994, il magistrato di Rimini Daniele Paci costituì un pool di investigatori per risolvere il caso, dopo sette anni di omicidi e crimini ancora senza un colpevole reale, nonostante un grande numero di arresti nel corso degli anni precedenti, poi dimostratisi errati e fuorvianti. Il pool inizialmente non riuscì a ottenere molto, solo la ricostruzione di un identikit di un bandito, registrato a volto scoperto durante la rapina in banca del 3 marzo 1994. Verso la metà del 1994, il pool dei magistrati riminesi fu sciolto e la direzione delle indagini venne consegnata a un pool di magistrati a Roma.
Due poliziotti della questura di Rimini, l'ispettore Luciano Baglioni e il sovrintendente Pietro Costanza, che avevano collaborato con l'appena disciolto pool di magistrati riminesi, chiesero alla procura che il lavoro del pool riminese non andasse perso e avviarono indagini autonome, volte a scoprire i componenti della banda della Uno bianca. Ottenuto il permesso dal procuratore di Rimini, cominciarono a dedicarsi praticamente a tempo pieno alle loro indagini, mettendo in atto appostamenti, ricerche, controlli agli istituti di credito rapinati e cercando di capire le modalità operative della banda.
Eseguirono un minuzioso studio di ogni singolo delitto commesso dalla banda. Iniziarono a sospettare che i componenti della banda potessero essere persone all'interno delle forze di polizia, vista l'abilità dimostrata con le armi da fuoco, l'uso in diverse occasioni di armi non facilmente reperibili (come ad esempio la carabina Beretta AR 70 cal. .222R di Roberto Savi), l'apparente inafferrabilità del gruppo, probabilmente dovuta a una conoscenza del modus operandi delle forze dell'ordine, le tattiche usate nelle rapine e in casi come la strage del Pilastro, che ricordavano vere e proprie azioni militari, e diversi atteggiamenti tenuti nelle rapine e riferiti dai testimoni.
Questo avrebbe anche spiegato perché i criminali riuscissero sempre a evitare le pattuglie e i posti di blocco delle forze dell'ordine, oltre che la loro probabile conoscenza di itinerari che permettessero rapide vie di fuga dopo ogni colpo. Baglioni e Costanza fecero poi una considerazione che si sarebbe rivelata determinante: i banditi conoscevano troppo bene le abitudini dei dipendenti delle banche assaltate; questo significava che svolgevano una puntigliosa opera di documentazione e di controllo prima di compiere la rapina. Decisero quindi di comportarsi come loro, passando le loro giornate ad appostarsi davanti a istituti di credito, ubicati nelle zone che i criminali preferivano colpire, in attesa di notare qualche persona sospetta.
Il 3 novembre 1994 Fabio Savi eseguì un sopralluogo presso una banca a Santa Giustina nel riminese, davanti alla quale si trovavano appostati Baglioni e Costanza. Savi giunse sul posto con una Fiat Tipo bianca, che però esibiva una targa irriconoscibile per la sporcizia. Questo destò la curiosità degli investigatori presenti sul posto, che confrontarono la fisionomia del conducente con quella rimasta impressa nei filmati ripresi nelle banche rapinate. Ne riscontrarono una vaga somiglianza e pertanto decisero di seguirlo. Fabio Savi li condusse infine presso la sua abitazione a Poggio Torriana. Da questo momento, le indagini subirono uno sviluppo sempre più nitido, fino ad acclarare le responsabilità dei criminali, a cominciare dall'arresto di Roberto Savi.

### I processi e le condanne
I processi si conclusero il 6 marzo 1996, con la condanna all'ergastolo per i tre fratelli Roberto, Fabio e Alberto Savi e per Marino Occhipinti. Ventotto anni di carcere vennero comminati a Pietro Gugliotta, diminuiti poi a diciotto. Luca Vallicelli, componente minore della banda, patteggiò invece una pena di tre anni e otto mesi. Venne inoltre stabilito che lo Stato italiano versasse ai parenti delle ventiquattro vittime la somma complessiva di diciannove miliardi di lire.

### Strascichi in tribunale
Il magistrato Giovanni Spinosa, che non si era mai reso conto dell'attività criminale di Roberto Savi (suo sottoposto presso la Questura di Bologna, e pur in presenza di un identikit appeso alle pareti dopo la rapina all'armeria di via Volturno) e degli altri colleghi poliziotti a Bologna Alberto Savi e Pietro Gugliotta, non ha mai creduto alle tesi di Baglioni e Costanza arrivando a minacciarli di "farli arrestare in aula" durante un colloquio alla presenza anche del procuratore di Rimini Daniele Paci.
Spinosa nel 2012 ha pubblicato il libro "L'Italia della Uno Bianca" sostenendo la sua tesi per cui dietro ai Savi esisteva una rete sovversiva. A tale libro ha risposto nello stesso anno il giornalista Massimiliano Mazzanti con "Uno bianca, la banda di Roberto e Fabio Savi", nel quale cita anche la frase di Fabio Savi “Cosa c’è dietro la Uno bianca? Dietro la Uno bianca c’è soltanto i fanali, il paraurti e la targa”. Appendice al libro anche ‘Ostinazione di un giudice’, nella quale si confutano gli argomenti del pm Spinosa.
Spinosa nel 2022 ha perso definitivamente in secondo grado la causa intentata nei confronti di Mazzanti nella quale chiedeva 200.000 euro di danni e la distruzione di 37 pagine, ed è stato condannato a pagare 7.000 euro di danni.
Attualmente Spinosa ricopre l'incarico di presidente del Tribunale di Teramo.
I veri risolutori del caso, Luciano Baglioni e Pietro Costanza, non hanno mai ricevuto alcun premio o promozione ma solo un encomio solenne.

## I componenti della banda
Il padre dei fratelli Savi, Giuliano Savi, si suicidò il 29 marzo 1998, ingoiando sette scatole di Tavor, dentro una Uno bianca, parcheggiata a Villa Verucchio, a tredici chilometri da Rimini.

### Roberto Savi

Roberto Savi nel corso del suo arresto

Figlio di Giuliano Savi e della sua prima moglie Rosanna Foschi, che, ormai separata dal marito, morì quando Roberto aveva solo 4 anni, solo durante il processo scoprirà che i fratelli in realtà sono “fratellastri”. Detto "il monaco” (per il carattere mite e silenzioso), fu il primo della banda a essere arrestato. Nato a Forlì, il 19 maggio 1954. Insieme al fratello Alberto fu membro della Polizia di Stato presso la Questura di Bologna, dove al momento dell'arresto rivestiva il grado di assistente capo ed effettuava il servizio di operatore radio nella centrale operativa.
Da giovane, militò nell'organizzazione di estrema destra Fronte della Gioventù. Nel 1976, all'età di ventidue anni, entrò in polizia e prese servizio a Bologna. Quando nel 1987 iniziò l'attività criminale della banda, aveva trentatré anni e svolgeva la funzione di operatore in volante. Nel 1992 venne poi trasferito, per cause disciplinari, alla centrale operativa, per aver rasato i capelli a un giovane ragazzo trovato in possesso di sostanze stupefacenti. Roberto Savi possedeva una collezione di armi, regolarmente registrate, fra cui due Beretta AR 70, calibro .222 Remington, versione civile del fucile d'assalto Beretta AR70 calibro 5,56 × 45 mm.
Dopo la strage del Pilastro del 4 gennaio 1991 (durante la quale rimase ferito), la procura dispose che venisse compilata una lista dei cittadini dell'Emilia-Romagna possessori del fucile d'assalto Beretta AR 70 utilizzato durante la sparatoria. Dalla lista stilata il 14 gennaio 1991, risultò una trentina di individui. Alla 26ª posizione dell'elenco compariva il nome di Roberto Savi che risultava possederne due, acquistati il 3 gennaio 1989 e il 27 dicembre 1990 (il secondo, dunque, solo otto giorni prima della strage del Pilastro). Savi, poiché l'arma non era conosciuta dalla polizia bolognese, per facilitare il lavoro della polizia scientifica venne invitato a portare ai colleghi uno dei suoi fucili, egli perciò - non potendo consegnare quello utilizzato durante la sparatoria - sollecitò l'armeria per l'arrivo del secondo, insistendo molto con il negozio per averlo (telefonò quattro volte in tre giorni). Alla fine, portò in questura quello nuovo che non aveva ancora sparato.
Nessuno andò mai a controllare l'altro fucile che deteneva in casa.
Roberto Savi fu, in ordine di tempo, il primo componente della banda a essere arrestato, la sera del 21 novembre 1994, mentre si trovava in questura a Bologna. Immediatamente dopo l'arresto, disse ai colleghi «Potevo farvi saltare tutti in aria...». Durante il processo, la moglie, che lo sapeva coinvolto nelle vicende criminali ma non lo aveva mai denunciato, definì Roberto un uomo strano e aggressivo, di carattere molto taciturno e schivo, che non frequentava molte persone, a parte i fratelli, e che passava gran parte del suo tempo a giocare con i videogiochi. Diverse volte, le aveva puntato la pistola contro per minacciarla. Ai processi, Savi stupì tutti per l'estrema freddezza con cui, beffardo e provocatorio, parlava dei reati più atroci da lui commessi; alle domande non rispondeva «sì» oppure «no», bensì «affermativo» e «negativo».
Il 3 agosto 2006, Roberto Savi fece richiesta di concessione del provvedimento di grazia, al tribunale di Bologna. La domanda venne ritirata il 24 agosto, dallo stesso Savi, a seguito del parere sfavorevole espresso dal procuratore generale bolognese, Vito Zincani. Il 1º ottobre 2008, si è risposato con una detenuta olandese del carcere di Monza.

### Fabio Savi

Fabio Savi al momento dell'arresto

Nato a Forlì, il 22 aprile 1960. Fratello di Roberto e co-fondatore della banda, nel 1987. Detto “il lungo”, come il fratello, fece domanda per entrare in polizia, ma un difetto alla vista gli pregiudicò questa carriera. Dai quattordici anni in poi svolse molti lavori saltuari e possedeva un carattere spavaldo e aggressivo. Insieme a Roberto, era l'unico membro presente a tutte le azioni criminali della banda. Fabio venne arrestato qualche giorno dopo il fratello, a ventisette chilometri dal confine con l'Austria, mentre tentava di espatriare, venendo bloccato da un'auto della Polizia Stradale in un autogrill. Lavorava come carrozziere e camionista, e conviveva a Torriana con una ragazza rumena, Eva Mikula, le cui testimonianze si riveleranno decisive nella risoluzione delle indagini. La compagna di Fabio Savi venne ritenuta consapevole, ma non complice delle gesta criminali della banda. Al termine dei 7 processi la giovane rumena venne condannata a 14 mesi di reclusione con sospensione della pena solo per l’uso di documenti falsi, importazione di un fucile Kalashnikov e per la sottrazione di 40 milioni di lire ai danni dello stesso Fabio.
Dopo la condanna all'ergastolo Fabio Savi venne trasferito nel carcere di Sollicciano a Firenze, e in seguito in quello di Fossombrone. Il 24 settembre 2009 Fabio Savi, dopo circa un mese di sciopero della fame presso il carcere di Voghera, venne ricoverato all'ospedale della città, per motivi clinici. La motivazione dello sciopero sarebbe la richiesta da parte di Savi di essere trasferito in un carcere più vicino alla sua famiglia e la possibilità di lavorare per provvedere alla stessa. Il 4 gennaio 2010, venne trasferito nel carcere di massima sicurezza di Spoleto. Nell'ottobre del 2014 chiese di poter usufruire a posteriori del rito abbreviato, che avrebbe tramutato l'ergastolo in trenta anni di carcere. La richiesta venne respinta il 3 dicembre 2014 dalla Corte d'assise di Bologna. Il 27 gennaio 2023 il tribunale di sorveglianza di Milano, non ritenendo soddisfacente il suo percorso riabilitativo, ha rigettato la richiesta di Fabio Savi di poter usufruire del lavoro esterno al carcere.

### Alberto Savi
Nato a Cesena, il 19 febbraio 1965, era il fratello minore di Roberto e Fabio. Assieme ai fratelli, formava la struttura principale della banda. Detto “Luca” era, come Roberto, poliziotto e, al momento dell'arresto, prestava servizio presso il Commissariato di Rimini. Debole di carattere, subì la personalità più forte e dominante dei fratelli maggiori. Era sua la Regata grigia utilizzata nelle prime rapine ai caselli autostradali. Venne arrestato il successivo 26 novembre sotto la pensilina della stazione di Bologna mentre si accingeva a partire per Roma insieme al fratello della moglie, anch'egli in polizia. Doveva andare al Ministero dell’Interno per discutere il suo trasferimento. Sconta l'ergastolo dal 26 novembre 1994. Il 23 ottobre 2010 Alberto Savi chiese di poter uscire dopo sedici anni scontati in carcere. Dopo ventitre anni di carcere ha beneficiato di un permesso premio nel febbraio 2017, per incontrare la madre ricoverata in gravissime condizioni di salute. Dal 2019 usufruisce di un permesso premio per le vacanze natalizie.

### Pietro Gugliotta
Nato a Catania nel 1960, poliziotto, conobbe Roberto Savi per ragioni di lavoro e ne divenne amico anche grazie alla comune passione per le immersioni. Coinvolto nelle rapine, ebbe la fortuna di partecipare a colpi della banda che non videro mai fatti di sangue e per questo venne condannato a soli diciotto anni di reclusione. Venne arrestato il 26 novembre nella villa dei suoceri a Marano di Napoli, in provincia di Napoli e condannato inizialmente a 28 anni di carcere, poi diminuiti a 18 anni. In Polizia svolgeva la funzione di operatore radio nella questura di Bologna assieme all'amico Roberto Savi. Venne scarcerato nel 2008, dopo quattordici anni di reclusione, grazie all'indulto e alla legge Gozzini.

### Marino Occhipinti
Nato a Santa Sofia, il 25 febbraio 1965, era un membro minore della banda, anche se prese parte a un assalto a un furgone della Coop di Casalecchio di Reno, il 19 febbraio 1988, durante il quale morì una guardia giurata e per questo venne condannato all'ergastolo. Anche lui poliziotto presso la squadra mobile di Bologna, al momento dell'arresto, avvenuto il 29 novembre 1994, era vice-sovrintendente della sezione narcotici della Squadra mobile.
Dal 2002 lavora presso una cooperativa. Il 30 marzo 2010, con un decreto motivato del tribunale di sorveglianza, Marino Occhipinti, dopo sedici anni di detenzione, usufruì di un permesso premio di cinque ore per partecipare a una Via Crucis a Sarmeola di Rubano, nel Padovano, assieme ad altri detenuti e accompagnato da operatori sociali. L'11 gennaio 2012 gli venne concessa la semilibertà. Il 20 giugno 2018 il suo avvocato, Milena Micele, ha presentato in udienza la documentazione a favore della libertà, che comprende le relazioni sul suo lavoro svolto fuori e dentro il carcere con la cooperativa Giotto. Secondo il provvedimento del Tribunale di sorveglianza, il suo pentimento è autentico, ha rivisitato in modo critico il suo passato e non è socialmente pericoloso.
Marino Occhipinti è stato quindi scarcerato, il 2 luglio 2018. In un'intervista avvenuta dopo il rilascio, Marino Occhipinti chiese perdono ai familiari della guardia giurata uccisa. Il 28 marzo 2022 viene indagato per pestaggi alla compagna e convivente, a seguito dei quali fa ritorno in carcere. Per questa vicenda, il 7 giugno 2023 patteggia e viene condannato a due anni di reclusione (la donna non si è costituita parte civile e non erano state chieste né emesse misure cautelari).

### Luca Vallicelli
Poliziotto al momento dell'arresto, avvenuto il 29 novembre 1994, era agente scelto presso la sezione Polizia Stradale di Cesena. Membro minore della banda, partecipò in qualità di autista solamente alla prima rapina al casello autostradale che si concluse senza fatti di sangue. Di ritorno da una vacanza dal Mar Rosso venne arrestato nel suo paese natale, Meldola, mentre usciva da un agriturismo in compagnia della sua ragazza. Patteggiò tre anni e otto mesi di carcere, scontati i quali è tornato un uomo libero, destituito dalla Polizia di Stato.

## Azioni criminose e vittime della banda
L'elenco degli episodi criminosi qui riportati è stato redatto in base ai crimini attribuiti alla Banda della Uno Bianca dalle risultanze processuali. Le rapine complessivamente in 7 anni ebbero come obiettivo: 22 banche, 18 caselli autostradali, 20 distributori di benzina, 15 supermercati (di cui 9 Coop), 9 uffici postali e una tabaccheria (sono assenti dalla lista i furti delle autovetture usate per commettere i diversi reati). Il totale dei proventi delle rapine fu di 2.164.482.219 lire.

### 1987
19 giugno - Pesaro: rapina al casello della A-14 di lire 1.300.000.
26 giugno - Riccione: rapina al casello della A-14 di lire 2.420.000.
2 luglio - Cesena: rapina al casello della A-14 di Cesena di lire 2.500.000.
2 luglio - Rimini: rapina al casello di Rimini nord della A-14 di lire 2.400.000.
6 luglio - San Lazzaro (Bo): rapina al casello della A-14 di lire 4.278.000.
18 luglio - Riccione: rapina al casello della A-14 di lire 5.000.000.
24 luglio - Ancona: rapina al casello della A-14 di Ancona nord di lire 5.530.000.
24 luglio - Coriano (Fo): rapina all'Ufficio Postale di lire 54.000.000.
27 luglio - San Lazzaro (Bo): rapina al casello della A-14 di lire 3.515.000.
4 agosto - Rimini: rapina al casello della A-14 di Rimini nord di lire 6.462.000.
13 agosto - Riccione: rapina al casello della A-14 di lire 2.000.000.
31 agosto - San Lazzaro (Bo): tentata rapina al casello della A-14, un ferito.
5 settembre - Cesena; rapina al casello della A-14 di lire 2.200.000.
10 settembre - Rimini: danneggiamenti all' autosalone di Savino Grossi.
23 settembre - Rimini: danneggiamenti all' autosalone di Savino Grossi.
3 ottobre - Cesena: tentata estorsione al km 104 della A14, 1 morto e due feriti.
11 novembre - Idice (Bo): tentata rapina all'Ufficio Postale.
21 novembre - Cesena: rapina alla Coop di lire 78.000.000, un ferito.
14 dicembre - Idice (Bo): tentata rapina all'Ufficio Postale.

### 1988
30 gennaio - Rimini: tentata rapina alla Coop del quartiere Celle, un morto e sei feriti.
4 febbraio - San Lazzaro (Bo): rapina al casello della A-14 di lire 3.916.000.
19 febbraio - Casalecchio (Bo): tentata rapina alla Coop, un morto e tre feriti.
20 aprile - Castelmaggiore (Bo): attacco ad una pattuglia di Carabinieri, due morti.
24 maggio - Casteldebole (Bo): rapina al Conad di lire 20.000.000.
13 agosto - Cattolica: rapina al casello della A-14 di lire 2.900.000.
19 settembre - Forli: tentata rapina alla Coop, 3 feriti.
13 ottobre - Bologna: rapina alla Coop di via Massarenti di lire 100.000.000, due feriti.
12 novembre - Pesaro: rapina alla Coop di lire 159.500.000.

### 1989
26 giugno - Bologna: rapina alla Coop di via Gorki di lire 30.000.000, un morto e quattro feriti.
1º dicembre - Bologna: rapina ad un supermercato di lire 27.000.000.

### 1990
2 gennaio - Bologna: attacco ad un extracomunitario in via Aldo Moro, un ferito.
4 gennaio - San Lazzaro (Bo): rapina al casello della A-14 di lire 3.575.000.
15 gennaio - Bologna: tentata rapina all'Ufficio Postale di via Mazzini, quarantacinque feriti e un morto.
25 gennaio - Cesena: rapina ad un distributore di lire 800.000.
7 febbraio - Rimini: rapina al casello della A-14 di lire 2.700.000.
9 febbraio - Bologna: rapina alla Coop di lire 14.000.000.
17 marzo - Cesena: rapina al Gross Market di lire 30.000.000.
30 aprile - Bologna: rapina di una Fiat Tipo presso il garage di via Saragozza, un ferito.
22 maggio - San Lazzaro (Bo): rapina al casello della A-14 di lire 3.935.550.
2 agosto - Bologna: rapina ad un distributore di lire 10.400.000.
9 agosto - Riccione: rapina al casello della A-14 di lire 2.875.350.
10 agosto - Cesenatico: rapina ad un distributore Monte Shell di lire 1.500.000, un ferito.
12 settembre - Pianoro (Bo): rapina ad un distributore di lire 7.200.000, un ferito.
13 settembre - San Lazzaro (Bo): rapina ad un distributore di lire 5.000.000.
6 ottobre - Longara (Bo): rapina al supermercato CRAI di lire 1.700.000.
6 ottobre - Bologna: rapina alla tabaccheria di via Zanardi di lire 700.000, un morto ed un ferito.
31 ottobre - San Mauro Pascoli (Fo): rapina alla Conad di lire 2.000.000.
10 dicembre - Bologna: assalto al campo nomadi di S. Caterina di Quarto, nove feriti.
22 dicembre - Borgo Panigale (BO): attacco a lavavetri extracomunitari in via De Gasperi, due feriti.
23 dicembre - Bologna: assalto al campo nomadi via Gobetti, due morti e due feriti.
27 dicembre - Castelmaggiore (Bo): rapina al distributore Esso di lire 1.200.000, un morto ed un ferito.
27 dicembre - Trebbo di Reno: un morto.

### 1991
4 gennaio - Bologna: attacco ad una pattuglia di Carabinieri presso il quartiere Pilastro, tre morti   (strage del Pilastro).
15 gennaio - Pianoro (Bo): rapina al distributore AGIP di lire 1.200.000, un ferito.
18 gennaio - Foscherara: tentata rapina ad un supermercato.
20 aprile - Borgo Panigale (Bo): tentata rapina ad un distributore AGIP, un morto.
24 aprile - Rimini: rapina al casello della A-14 di lire 2.313.000.
24 aprile - Riccione: rapina al casello della A-14 di lire 1.240.000.
30 aprile - Rimini: attacco ad una pattuglia di Carabinieri, tre feriti.
2 maggio - Bologna: rapina di due pistole Beretta presso l'Armeria di via Volturno, due morti.
5 maggio - Riccione: rapina ad un'area di servizio della A-14 di lire 3.448.000.
5 maggio - Santarcangelo (Fo): tentata rapina ad un distributore.
6 maggio - Cattolica: rapina ad un distributore di lire 4.100.000.
12 maggio - Gabicce (Ps): rapina ad un distributore di lire 2.480.000.
26 maggio - Rimini: rapina ad un distributore di lire 5.000.000.
1º giugno - Cesena: tentata rapina al distributore di San Mauro in Valle.
8 giugno - San Mauro di Cesena: tentata rapina al distributore Tamoil.
15 giugno - Torre Pedrera, Rimini: rapina ad un distributore di lire 400.000, un morto.
19 giugno - Gabicce (Ps): rapina ad un distributore di lire 1.000.000.
19 giugno - Cesena: tentata rapina al distributore Esso, un morto.
20 giugno - Cesenatico: tentata rapina al distributore Monte Shell.
25 giugno - Riccione: rapina ad un distributore di lire 1.000.000.
5 luglio - San Lorenzo di Riccione: tentata rapina all'Ufficio Postale.
13 luglio - Morciano di Romagna: agguato al direttore dell'Ufficio Postale di San Lorenzo di Riccione, un ferito.
15 luglio - Cesena: rapina ad un Ufficio Postale di lire 8.000.000.
9 agosto - Rimini: tentata rapina all'Ufficio Postale di via Campano, un ferito.
18 agosto - San Mauro Mare: attacco a tre cittadini senegalesi, due morti ed un ferito.
18 agosto - San Vito (Fo): attacco ad un'auto con tre ragazzi a bordo, un ferito.
28 agosto - Santa Maria delle Fabbrecce (Ps): rapina all'Ufficio Postale di lire 7.700.000.
28 agosto - Gradara (Ps): scontro a fuoco con due poliziotti, due feriti.
4 ottobre - Castel San Pietro terme (Bo): rapina ad una banca di lire 66.745.000.
25 novembre - Cesena: rapina alla Banca Popolare di Cesena, agenzia Stadio, di lire 138.703.570.

### 1992
17 febbraio - San Lazzaro: rapina ad un supermercato di lire 4.000.000.
24 febbraio - Bologna: rapina alla Banca Carimonte in via Gagarin di lire 301.852.000.
10 agosto - Cesena: tentata rapina al Credito Romagnolo, un ferito.
26 agosto - Casalecchio: rapina alla Cassa Risparmio di lire 160.000.000.
23 ottobre - Bologna: rapina alla Cassa Risparmio di lire 50.000.000.

### 1993
24 febbraio - Zola Predosa (Bo): rapina al Credito Romagnolo di lire 104.000.000, un morto.
10 maggio - Bologna: rapina alla Cassa di Risparmio di Ravenna in via Barelli di lire 83.397.275.
5 luglio - Cesena: rapina al Credito
Romagnolo di lire 38.000.000.
7 ottobre - Riale (Bo): tentata rapina alla Cassa di Risparmio, un morto e due feriti.
12 ottobre - Bologna: rapina alla Banca di Roma in via Ferrarese di lire 84.675.728.
27 ottobre - Bologna: rapina alla Cassa di Risparmio di Bologna in via Toscana, di lire 30.000.000.
26 novembre - Rimini: rapina alla Cassa di Risparmio di lire 89.560.747.

### 1994
14 gennaio - Coriano di Rimini: rapina al Credito Romagnolo, agenzia di Cerasolo d'Ausa, lire 40.000.000. due feriti.
20 gennaio - Bologna: rapina alla Cassa di Risparmio in via Barelli di lire 83.000.000.
3 marzo - Bologna: tentata rapina all'Istituto di Credito Cooperativo di Imola in via Bainsizza, due feriti.
21 marzo - Cesena: tentata rapina alla Banca Popolare Emilia Romagna Sant' Egidio.
31 marzo - Forlì: rapina al Credito Romagnolo in via Risorgimento di lire 75.000.000.
24 maggio - Pesaro: tentata rapina alla Cassa Risparmio di Pesaro, un morto.
7 luglio - Ravenna: rapina al Credito Romagnolo Rolo di lire 57.000.000.
6 settembre - Bologna: rapina alla Banca Popolare dell'Adriatico in viale Lenin di lire 127.000.000.
21 ottobre - Bologna: tentata rapina alla Banca Nazionale dell'Agricoltura in via Caduti di via Fani, due feriti.
(Fonte: Servizio Centrale Operativo della Polizia di Stato)

### Le vittime
In sette anni si è macchiata di 103 azioni criminali, uccidendo 24 persone e ferendone 114. I nomi delle vittime, il luogo e la data della morte:
- Sovrintendente Polizia di Stato, Antonio Mosca - Rimini, 29 luglio 1989 (ferito in autostrada A14, 3 ottobre 1987);
- Guardia Particolare Giurata, Giampiero Picello - Coop Celle – Rimini, 30 gennaio 1988;
- Guardia Particolare Giurata, Carlo Beccari - Coop Casalecchio di Reno (BO), 19 febbraio 1988;
- Carabiniere, Umberto Erriu - Castel Maggiore (BO), 20 aprile 1988;
- Carabiniere, Cataldo Stasi - Castel Maggiore (BO), 20 aprile 1988;
- Adolfino Alessandri - Coop Corticella – Bologna, 26 giugno 1989;
- Primo Zecchi - Coop Costruzioni – Bologna, 6 ottobre 1990;
- Fathi Ben Massen - Rimini, 19 dicembre 1990;
- Patrizia Della Santina - Bologna, 23 dicembre 1990;
- Rodolfo Bellinati - Bologna, 23 dicembre 1990;
- Luigi Pasqui - Castel Maggiore / Trebbo di Reno (BO), 27 dicembre 1990;
- Paride Pedini - Castel Maggiore / Trebbo di Reno (BO), 27 dicembre 1990;
- Carabiniere, Mauro Mitilini - Bologna, 4 gennaio 1991;
- Carabiniere, Andrea Moneta - Bologna, 4 gennaio 1991;
- Carabiniere ausiliario, Otello Stefanini - Bologna, 4 gennaio 1991;
- Claudio Bonfiglioli - Bologna, 20 aprile 1991
- Licia Ansaloni - Bologna, 2 maggio 1991;
- Pietro Capolungo - Bologna, 2 maggio 1991;
- Graziano Mirri - Cesena, 19 giugno 1991;
- Babon Cheka - San Mauro Mare (FC), 18 agosto 1991;
- Malik Ndiay - San Mauro Mare (FC), 18 agosto 1991;
- Massimiliano Valenti -Zola Predosa (BO), 24 febbraio 1993;
- Carlo Poli - Riale (BO), 7 ottobre 1993;
- Ubaldo Paci - Pesaro, 24 maggio 1994.

A titolo di risarcimento, lo Stato italiano ha versato una somma complessiva di 19 miliardi di lire ai parenti delle vittime.

## I presunti rapporti coi servizi segreti italiani
In un'intervista riportata nel programma televisivo Blu notte - Misteri italiani di Carlo Lucarelli, un giornalista affermava che dietro la banda si celassero in realtà i servizi segreti. Fabio Savi, uno dei componenti della banda, negò affermando:
(Fabio Savi)
Nel 2001, Fabio Savi concesse un'intervista al programma di Rai 3, Storie maledette, durante la quale dichiarò che il movente delle attività criminali della banda era procurarsi denaro.
In occasione dell'omicidio di Graziano Mirri, benzinaio e padre di un poliziotto, il senatore Libero Gualtieri denunciò la probabile implicazione di apparati dello Stato nella vicenda della Banda della Uno Bianca. Secondo l'edizione di un telegiornale andato in onda all'epoca su Rai 3:

## Nella cultura di massa

### Televisione
- Uno bianca, miniserie televisiva, regia di Michele Soavi (2001) con Kim Rossi Stuart, Claudio Botosso, Michele Soavi, Dino Abbrescia, Pietro Bontempo, Bruno Armando.
- Una mattina di novembre, docu-drama, regia di Fabio Sabbioni. Film tratto dal volume "Baglioni e Costanza". Due investigatori di provincia contro la 'Banda della Uno bianca', di Marco Melega.
- La Banda della Uno Bianca, (documentario), regia di Claudio Pisano, scritto da Simone Passarella (2021). Trasmesso su History.
- La vera storia della Uno bianca, (documentario), regia di Alessandro Galluzzi (2021). Trasmesso su Rai 2.

## Riferimenti normativi
- Legge 31 marzo 1998, n. 70 - Benefici per le vittime della cosiddetta "banda della Uno bianca".